# مقاطعة بيكواي المحلية
مقاطعة بيكواي المحلية (بالإنجليزية: Bekwai Municipal District)‏ هي district of Ghana تقع في غانا في Bekwai. يقدر عدد سكانها بـ — نسمة ومساحتها 1,937 كم2 .